# رافي بركات (رواية)
رافي بركات هي رواية مصرية صدرت عام 2015 للداعية الإسلامي عمرو خالد من دار نهضة مصر للطباعة والنشر والتوزيع وتحتوي على مغامرات إثارة وأفكار، وكلها خيال وحماس ومعلومات، سنسافر فيها من مصر للهند في رحلة ممتلئة وتتحدث عن التكنولوجيا.

## عن الكاتب

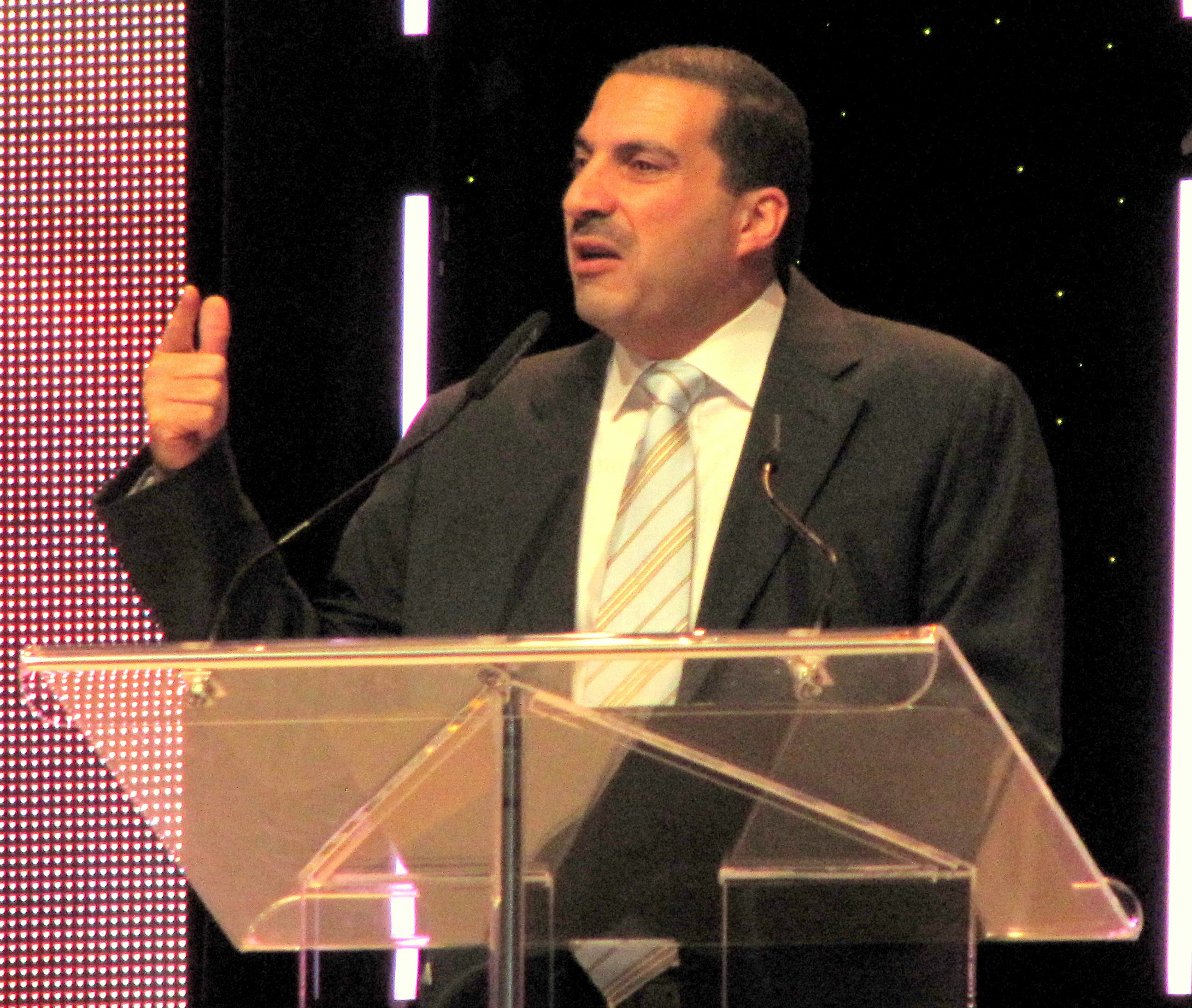
عمرو خالد

الكاتب هو الدكتور عمرو خالد داعي مصري، ويقول الكاتب عن نفسه في الإعلانات الدعائية للرواية. “لا أدعى أنني كاتب، لا أدعى أنني روائي، لكنني مهموم بقضايا الشباب وبقضية النموذج وقضية المثل الأعلى.

## عن الكتاب
رافي بركات شاب صغير نشأ في قرية من قرى صعيد مصر، منعته الظروف أن يعيش حياة هادئة، لكنه يمتلك قدرات غير عادية؛ فقرر أن يواجه التحديات والصعاب في رحلة من مصر إلى الهند ليصل إلى الحقيقة، فهل يستطيع رافي ورفاقه الخمسة معرفة سر أرض الرملية، واكتشاف أثر النيازك التي سقطت عليها؟ أم أن المايسترو وفريق الشر سيكونون الأسرع في السيطرة على هذا.

## اقتباسات
يوجد في الرواية عدة أقتباسات في كل فصل من فصولها تحكي بها حكمة وهذه بعض منها
| رافي بركات (رواية) | {{{1}}} | رافي بركات (رواية) |

| رافي بركات (رواية) | {{{1}}} | رافي بركات (رواية) |

| رافي بركات (رواية) | {{{1}}} | رافي بركات (رواية) |

| رافي بركات (رواية) | {{{1}}} | رافي بركات (رواية) |

| رافي بركات (رواية) | {{{1}}} | رافي بركات (رواية) |

| رافي بركات (رواية) | {{{1}}} | رافي بركات (رواية) |

## ملخص الرواية
قصة الشاب «رافي» الذي يبلغ من العمر 14 عاماً، تُوفي والداه «مراد وليلى» في حادث سيارة، ليحاول بعدها كشف العديد من الأسرار الغامضة التي تحيط بحياته. وقد أوتي مع الإصرار والتحدي الكثير من القدرات والمهارات غير العادية، ما يجعله أهلاًّ لأن يكون قائد فريق، وصاحب الكثير من الأفكار المميزة.
تتناول الرواية أيضاً قصة «علي» صديق رافي، وهو شاب مصري لديه قدرات غير عادية مثل اختراق مواقع الإنترنت (هاكر)، وكان أول من شجَّع رافي على أداء مهمته. وكذلك «زها» وهي أخت علي التي لديها قدرات خاصة في اختراق المواقع الإلكترونية والتعامل مع الأجهزة الرقمية. بالإضافة إلى فيصل الشاب السعودي الذي يعيش في مصر، والذي تعرّف عليه «رافي» في مركز القدرات غير العادية، ولديه أيضاً قدرة خارقة على التعامل مع الألعاب الرقمية. وأخيراً «ود» الفتاة السورية التي انتقلت للعيش في مصر بعد أحداث سوريا، وتمتلك قدرة خاصة على اكتشاف الأشياء الأصلية من المزورة كاللوحات الفنية. و«صافي» شاب مصري، ويعدّ أكثر أعضاء الفريق حباً للمرح والدعابة.
تتكون الرواية من ثلاثة فصول أساسية تعتمد في أساسها على 3 أساطير: أولها أسطورة طائر العنقاء والتي تتكون من محاور فرعية هي علم الجيولوجيا، قوس قزح، جاليليو، العربة والكاريتة، ستيفن هوكينغ، وطائر العنقاء. وفي الأسطورة الثانية التي تضم لعنة الفراعنة التي تشرح آلة الساكسفون، ووابل النيازك والشهب، وتوت عنخ آمون.

## شخصيات الرواية
1. رافي: بطل الرواية، شاب عمره 14 سنة، توفي والداه (مراد وليلى) في حادث سيارة، ليحاول بعد ذلك جاهدًا في كشف الكثير من الأسرار. وقد أوتي مع الإصرار والتحدي الكثير من القدرات والمهارات غير العادية، ما يجعله أهلاً لأن يكون قائد الفريق، وصاحب الكثير من الأفكار.
2. علي: صديق رافي، شاب مصري وهبه الله قدرة غير عادية على اختراق مواقع الإنترنت، وقد كان أول من فكر فيه رافي لكي يساعده في مهمته.
3. زها: أخت علي، وقد أقنع علي رافي بأن تكون معهم في مهمتهم؛ نظرًا لقدرتها على اختراع الأجهزة الإلكترونية والتعامل معها.
4. فيصل: شاب سعودي يعيش في مصر، تعرف عليه رافي في مركز القدرات غير العادية. وقد رزق موهبة التعامل مع الألعاب الإلكترونية.
5. ود: فتاة من سوريا، انتقلت إلى الحياة في مصر مع عائلتها بعد أحداث سوريا، وهي لديها قدرة على معرفة الأشياء الأصلية وتمييزها عن المزورة، مثل اللوحات الفنية وغيرها.
6. صافي: شاب مصري، وهو أكثر أعضاء الفريق حبًّا للمرح والدعابة، تعرف عليه رافي في مركز القدرات غير العادية.[8]

## فصول الرواية
- تتكون الرواية من ثلاثة فصول أساسية تعتمد في أساسها على 3 أساطير: أولها أسطورة طائر العنقاء والتي تتكون من محاور فرعية هي علم الجيولوجيا، قوس قزح، جاليليو، العربة والكاريتة، ستيفن هوكينغ، وطائر العنقاء. وفي الأسطورة الثانية التي تضم لعنة الفراعنة التي تشرح آلة الساكسفون، ووابل النيازك والشهب، وتوت عنخ آمون.[9]
- الفصل الأول: طائر العنقاء
  - العنقاء.. طائر أم أسطورة؟
- الفصل الثاني: لعنة الفراعنة
- النيازك والشهب.. النفايات الفضائية القاتلة
  - آلة الساكسفون
  - إعرف أكتر عن النيازك.
  - وابل الشهب.
  - توت عنخ آمون: أشهر وأصغر ملك فرعوني
- الفصل الثالث: تنمية القدرات الغير عادية
  - إعرف أكتر عن نيلسون مانديلا
  - الهولوجرام “HOLOGRAM”
  - الميكروفون: معجزة اخترعها المسلمون قبل آلاف السنين ثم أعاد إديسون اكتشافها!
  - نافورة جنيف [10]
  - نافورة جدة
  - نافورة أودايبا: عروض ضوئية راقصة على الماء
  - اختبارات الذكاء “IQ”
  - نيلسون مانديلا
- الفصل الرابع: أطلق قواك الخفية
  - الإمام الشافعى
- الفصل الخامس: تجربة نية
  - إعرف أكتر عن سقراط
  - سقراط
  - التخاطر
- الفصل السادس: حوش الباشا
  - عروس النيل
  - الملك فاروق
  - الوقف لله
  - مقبرة حوش الباشا [11]
  - الحاسة السادسة: مزيج العقل والعاطفة.
- الفصل السابع: المايسرو
  - المايسترو
  - إعرف أكتر عن المايسترو
  - إعرف أكتر عن اليوجا
  - اليوجا
  - ويم هوف [12]
  - وادي السليكون
  - يوجا للتحكم في درجة حرارة جسمك كما تريد [13]
- الفصل الثامن: سحر الهند
  - الهند
  - المعابد الجنائزية
  - مدينة دلهى
  - البقرة المقدسة
  - مدينة مومباى الهندية
  - أعرف أكتر عن مومباي[14]
  - إعرف أكتر عن بيتهوفن
  - إعرف أكتر عن إسحاق نيوتن
  - غاندي
- الفصل التاسع: تاج محل
  - إعرف أكتر عن تاج محل
  - نظارة جوجل
  - المليونير المشرد
  - الكلاب البوليسية: قدرات خارقة تمشى على أربع أرجل.
- الفصل العاشر: أرض رملية
  - نهاية القصة في سر الرمال الغامضة [15]

## التسويق والمبيعات
تمت طباعة نسخ الرواية بالكامل في الصين وتصميم الغلاف في المملكة المتحدة أما المراجعة اللغوية فقد تمت في مصر. جرى أول حفل توقيع للكتاب يوم 14 يناير 2015 في فندق ماريوت بالزمالك (مصر) بحضور أحمد عكاشة (أستاذ الطب النفسي) ومدحت العدل (كاتب) وكرم كردى (رجل الأعمال) ومصطفى الفقي (مفكر السياسي) وهشام الجخ (شاعر) ومصطفى عاطف (منشد دينى). كما حظيت الرواية بأول دعاية لرواية مصرية عن طريق اللوحات الدعائية في الشوارع المصرية وكذلك بموقع إلكتروني خاص يدعى rafibarakat.com.

## نقد الرواية
-توقع الروائي السوداني حمور زيادة، أن تحقق رواية عمرو خالد رافى بركات وسر الرمال الغامضة نجاحا كبيرا، وتحقق مبيعات تفوق هاري بوتر والإنجيل نفسه كأعلى الكتب مبيعاً في تاريخ العالم.
-أما عن الناقد الأدبي عمر شهريار، أن الوعظ سيظهر بشكل تلقائي في رواية عمرو خالد وأن الطابع التعليمي والخطابي على أحداث الرواية؛ لأن البنية الفكرية لعمرو خالد تعتمد على الوعظ.
- أما الروائية منصورة عز الدين فقالت “بعد انتشار ما أسميه بأدب التنمية الذاتية لسنوات، حان الوقت لصك مصطلح جديد يلائم رواية عمرو خالد رافي بركات”.
- أما عن بعض أراء القراء فقال أحمد عصام الدين «الرواية تستحق القراءة لكنى لم يعجبنى بها كثرة المواعظ الصريحة، كنت اريده عمل ادبى خالص يستنتج منه القارئ القيم التي اراد ان يوصلها الكاتب بدلا من تقديهما صريحة وبشكل كبير في سياق الرواية»

## وصلات خارجية
- الموقع الرسمي للرواية
- الموقع الرسمي للمؤلف: عمرو خالد